# Restauration automobile
 (juin 2010).
Si vous disposez d'ouvrages ou d'articles de référence ou si vous connaissez des sites web de qualité traitant du thème abordé ici, merci de compléter l'article en donnant les références utiles à sa vérifiabilité et en les liant à la section « Notes et références ».

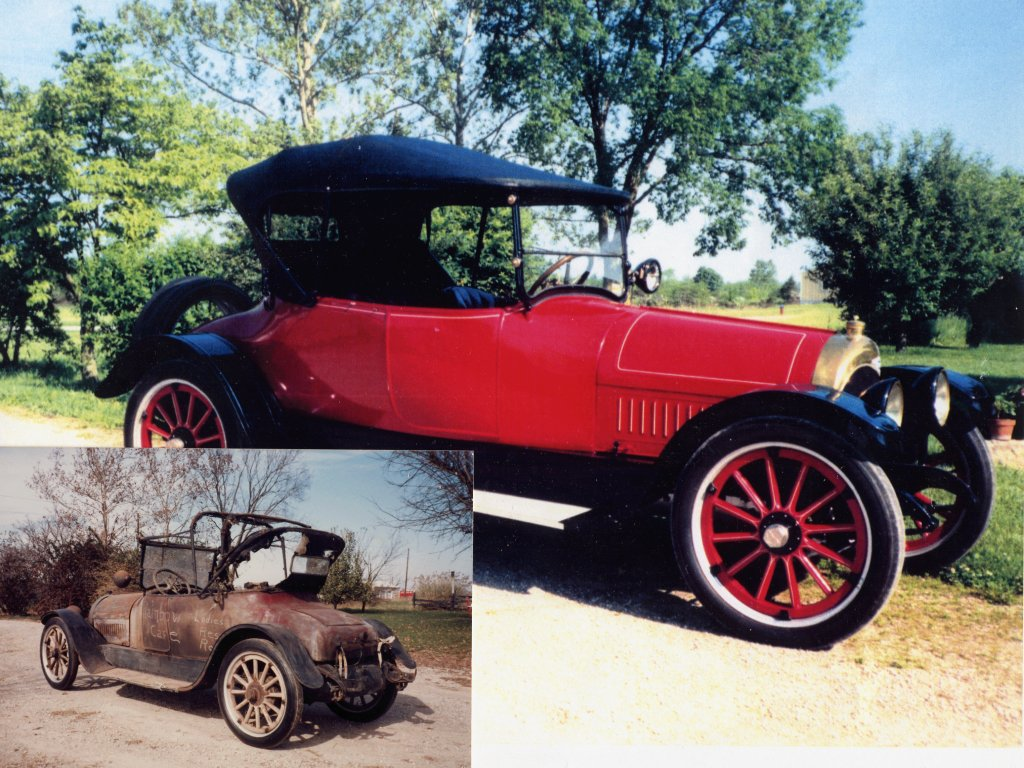
Une Apperson de 1916 avant et après restauration.

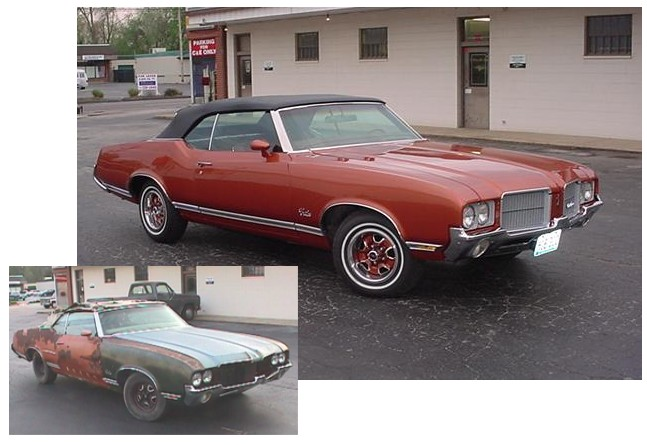
Oldsmobile Cutlass de 1971 avant et après restauration.

La restauration automobile consiste en la réparation de tous les composants d'un véhicule dans le but de redonner à celui-ci la condition exacte dans laquelle il se trouvait à sa sortie d'usine.
Une restauration comprend les parties visibles du véhicule - la carrosserie, les parties chromées, les roues, l'habitacle - mais aussi les composants non visibles au premier coup d'œil, comme le moteur et son compartiment, le châssis, la transmission et tous les auxiliaires tels que les freins, le système de refroidissement, le circuit électrique, etc.
Une variante de la restauration consiste à adapter des éléments plus modernes : le véhicule conserve des éléments d'origine, mais d'autres sont remplacés par des pièces et des éléments plus récents ou plus performants dans l'optique d'une utilisation plus facile, ou nécessitant moins d'entretien.

## Quels véhicules restaure-t-on?
On restaure des véhicules qui ne sont plus en production et plus particulièrement des véhicules d'exception, dits « de collection ».
La notion d'automobile de collection est très vaste ; selon les sources elle peut être appréciée différemment. De manière générale, un véhicule de collection est un véhicule présentant un intérêt historique ou mécanique particulier, que ce soit du fait de sa rareté, de ses caractéristiques techniques ou de ses performances, ou du contexte dans lequel il a été créé. On peut ainsi citer à titre d'exemples la Citroën DS, révolutionnaire à plus d'un titre lors de sa présentation en 1955, la Bugatti Royale ultra luxueuse et possédant une mécanique exceptionnelle (1926), ou plus récemment certaines voitures populaires comme la Renault 16 (1965).

## Niveaux de restaurations
Seul un véhicule intégralement remis en configuration d'origine peut être considéré comme entièrement restauré[réf. souhaitée]. Un véhicule non-roulant peut être simplement réparé pour le devenir, mais cela signifie simplement qu'il est désormais « roulant », et non pas restauré entièrement.
Il existe plusieurs types de restauration automobile, du niveau « concours », généralement très cher, à la restauration amateur. Le niveau « concours » comprend des véhicules professionnellement restaurés, voire reconstruits, parfois à un degré de qualité supérieur à ce qu'ils étaient à l'origine. Le niveau « amateur » concerne tous les passionnés qui passent leur temps libre dans leur garage. Entre ces deux extrêmes l'éventail est large, véhicules d'utilisation quotidienne, show cars (véhicule d'exposition), etc. La plupart des guides indiquent plusieurs niveaux de qualité pour qualifier les restaurations automobiles, du niveau « pour pièces » jusqu'au niveau no 1, véhicule en tous points parfait.

## Étapes
Une restauration totale induit le démontage complet de la carrosserie, du moteur, de la transmission et de tous les autres composants du véhicule, le nettoyage, et la réparation des éléments, le changement des pièces usagées ou endommagées. À chaque étape de la restauration chaque élément est soigneusement examiné, nettoyé et réparé, ou, si la réparation est trop onéreuse, il est changé pour une pièce conforme à l'origine.

### Châssis
Dans une restauration, le châssis représente la part la plus importante, celui-ci est en effet la base du véhicule. Il doit être inspecté pour sa solidité, son alignement, sa déformation éventuelle, mais aussi pour détecter des traces d'oxydation éventuelles (fixations de la caisse, suspensions et autres éléments mécaniques). Le châssis est souvent sablé, méthode la plus rapide pour le décaper, il est ensuite protégé comme à l'origine. Les châssis de remplacement, lorsqu'ils sont disponibles, sont la plupart du temps galvanisés.

### Mécanique
Le moteur et ses périphériques (batterie, alternateur, radiateur, allumeur…) sont remis aux normes établies par le constructeur. Le bloc lui-même fait l'objet d'un soin particulier et l'ensemble de ses composants (carter, pistons, cylindres…) est inspecté pour déceler d'éventuels problèmes.
Les vérifications sont identiques pour les différents éléments mécaniques constituant la transmission, la direction, les suspensions et le circuit électrique.

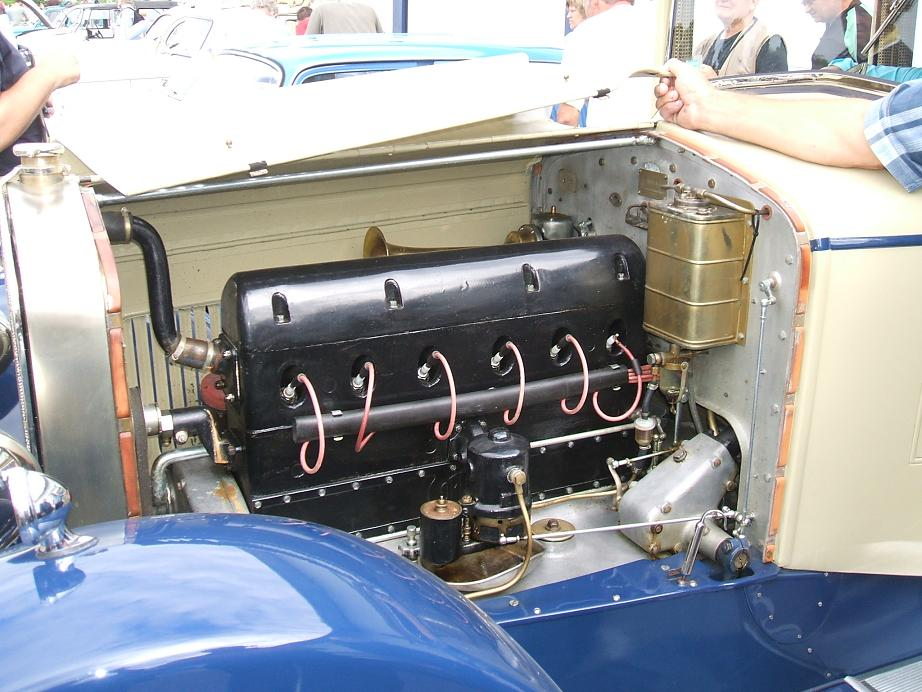
Un moteur des années 1920.
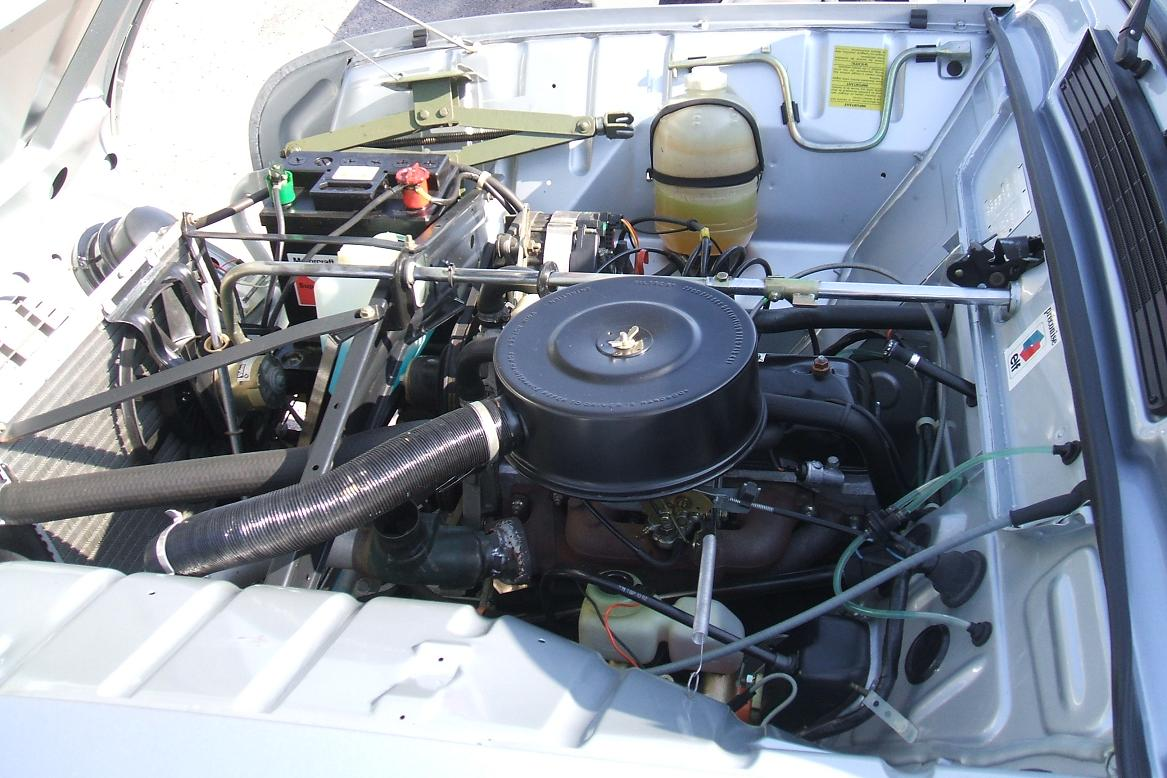
Un moteur des années 1980.

### Habitacle
Dans l'habitacle, l'armature des sièges peut être réparée avant que ceux-ci ne soient regarnis par un sellier et les tapis et revêtements sont changés. La planche de bord comprend des d'instruments qui doivent être testés et si besoin réparés aux standards d'origine.

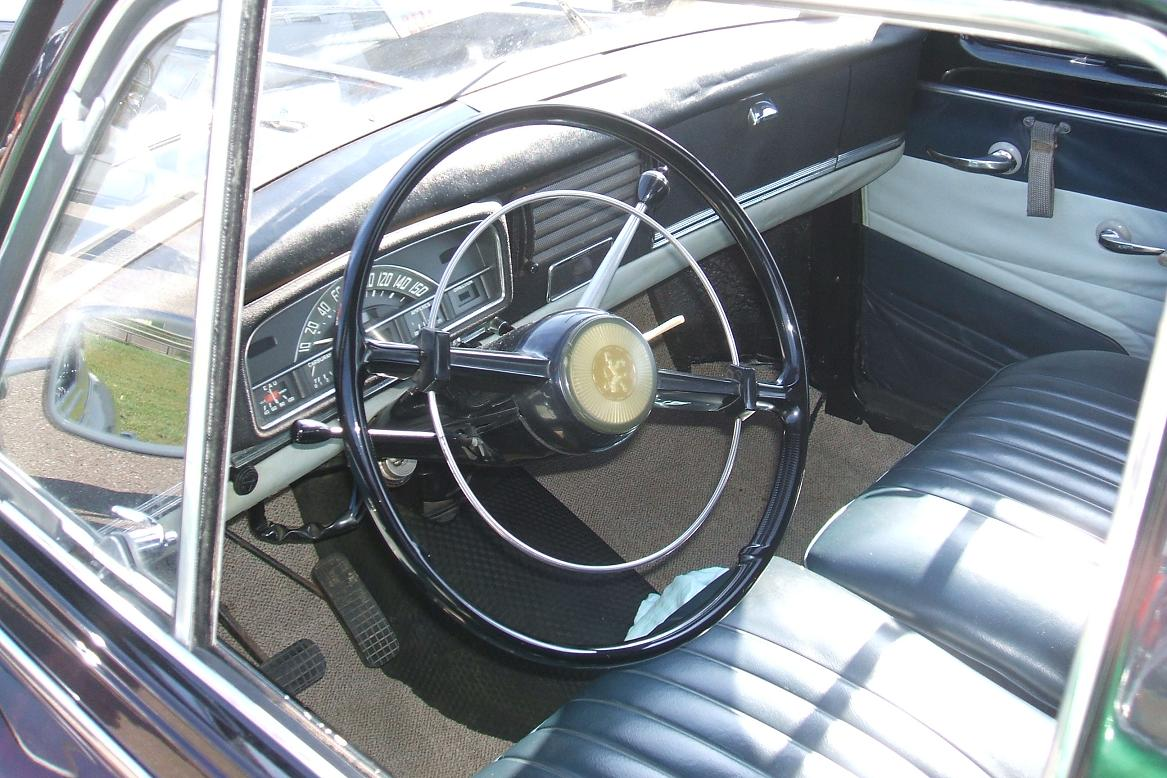
Un tableau de bord de Peugeot 403.
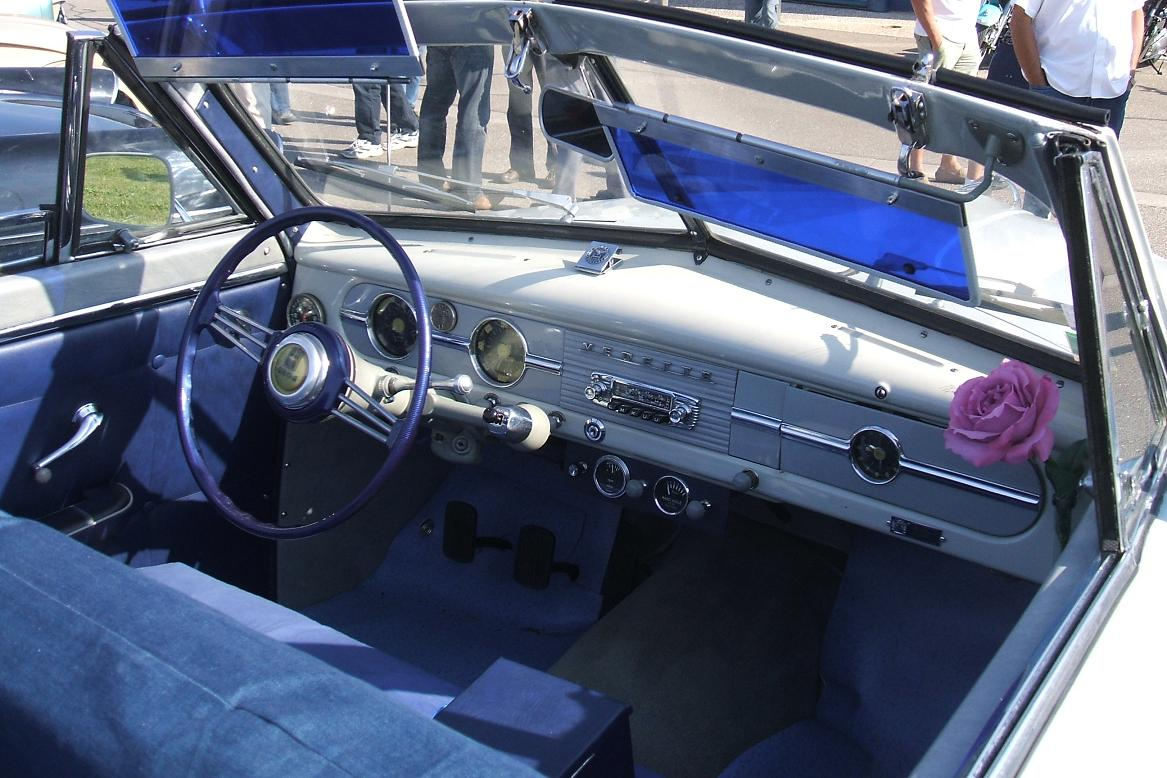
Une planche de bord de Ford Vedette.
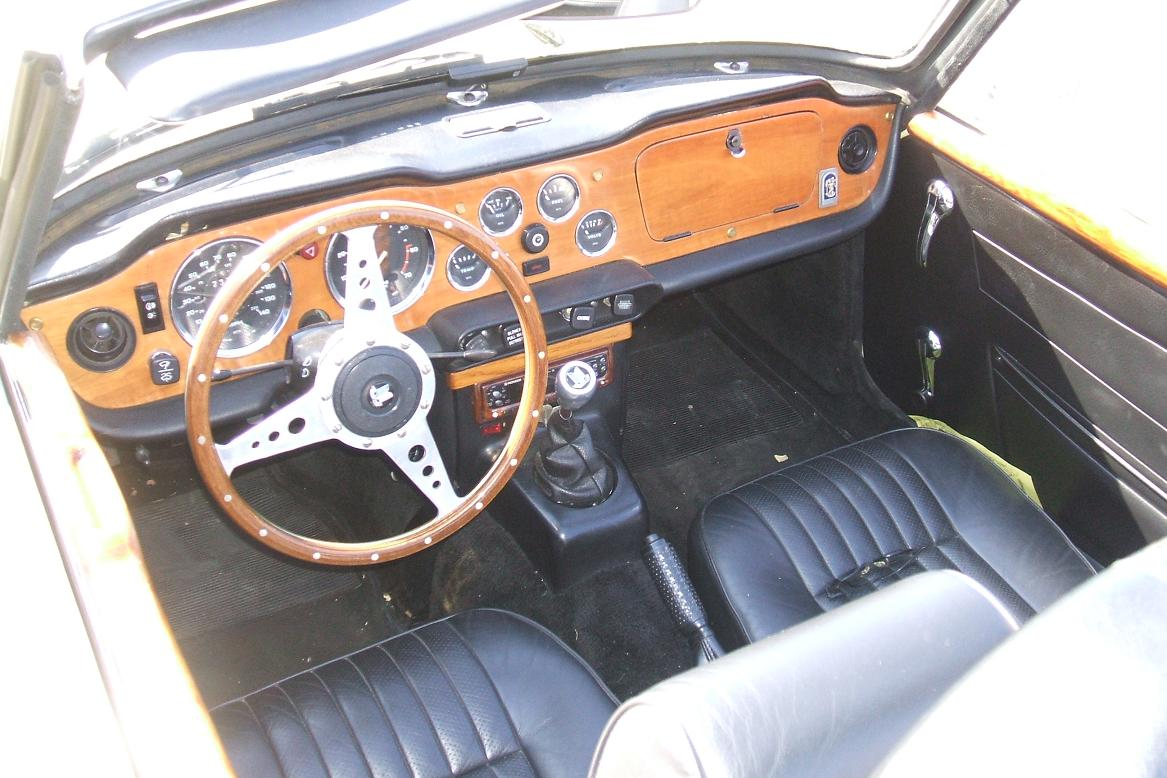
Un tableau de bord bois de Triumph TR4.

### Carrosserie
La peinture d'origine est décapée (décapage chimique ou mécanique) puis les pièces de carrosserie sont réparées, apprêtées et repeintes à l'identique. Les éléments chromés sont restaurés.
Sur les autos d'avant-guerre ou pour celles pour lesquelles on ne dispose pas d'éléments de carrosserie re-fabriqués, on fait appel à des tôlier-formeurs ou repousseurs qui sont capables de refaire une pièce, comme une aile entière, à partir d'une simple feuille de tôle ou d'aluminium.

Des véhicules restaurés
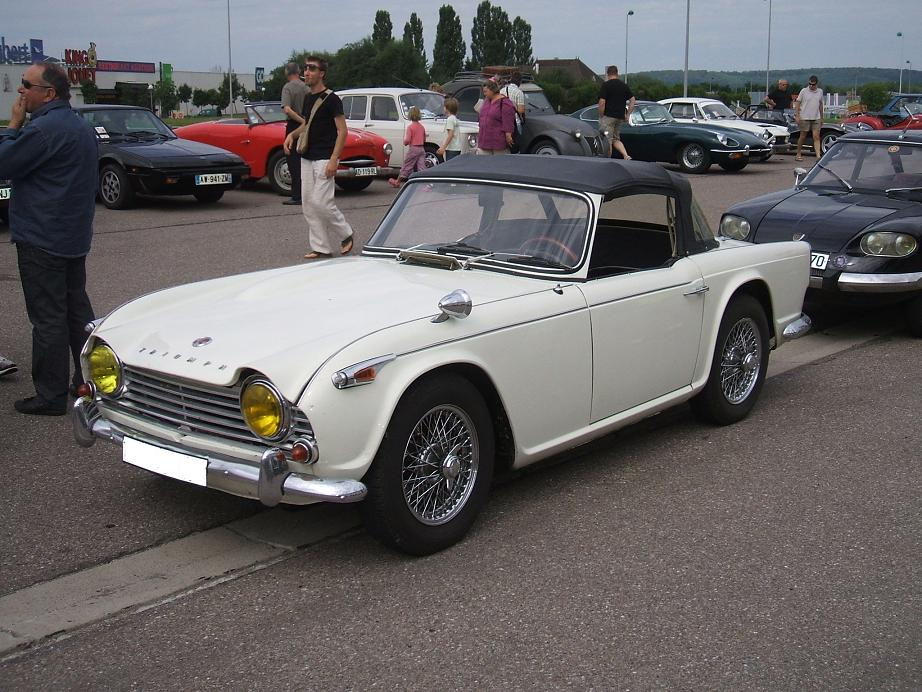
Triumph TR4
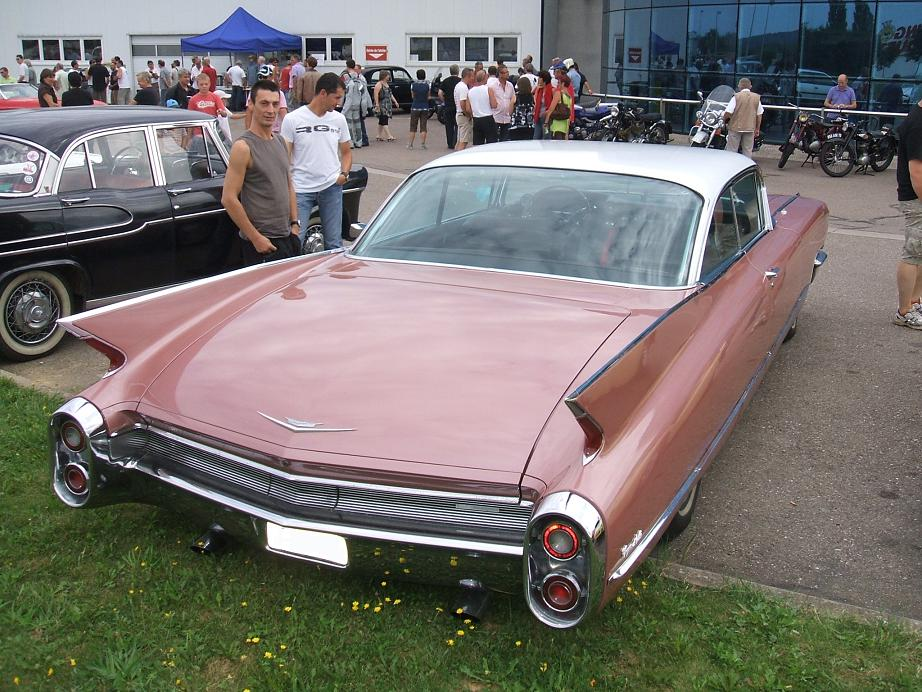
Cadillac 1960
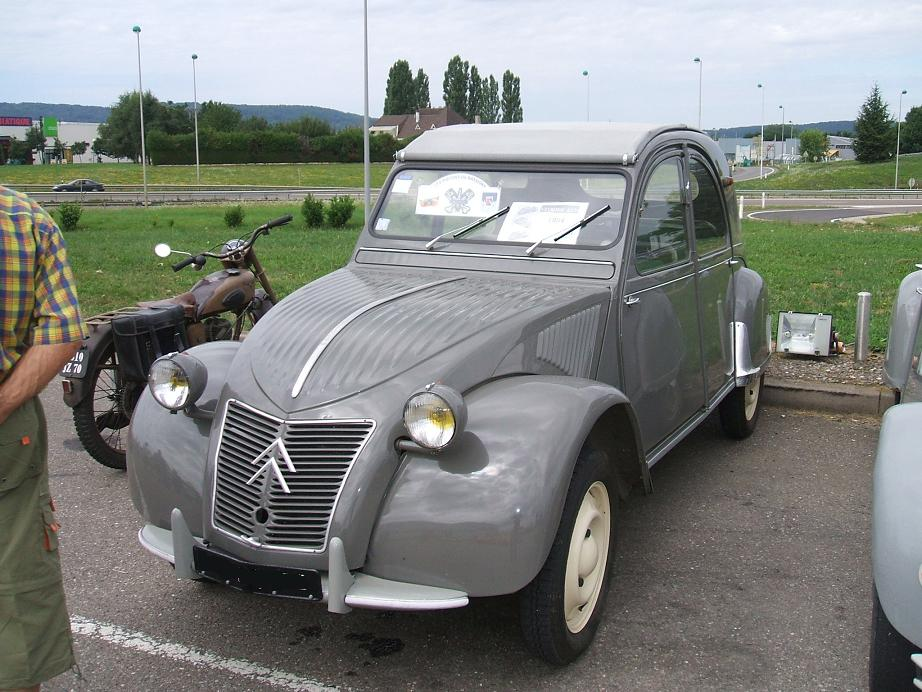
Citroën 2CV
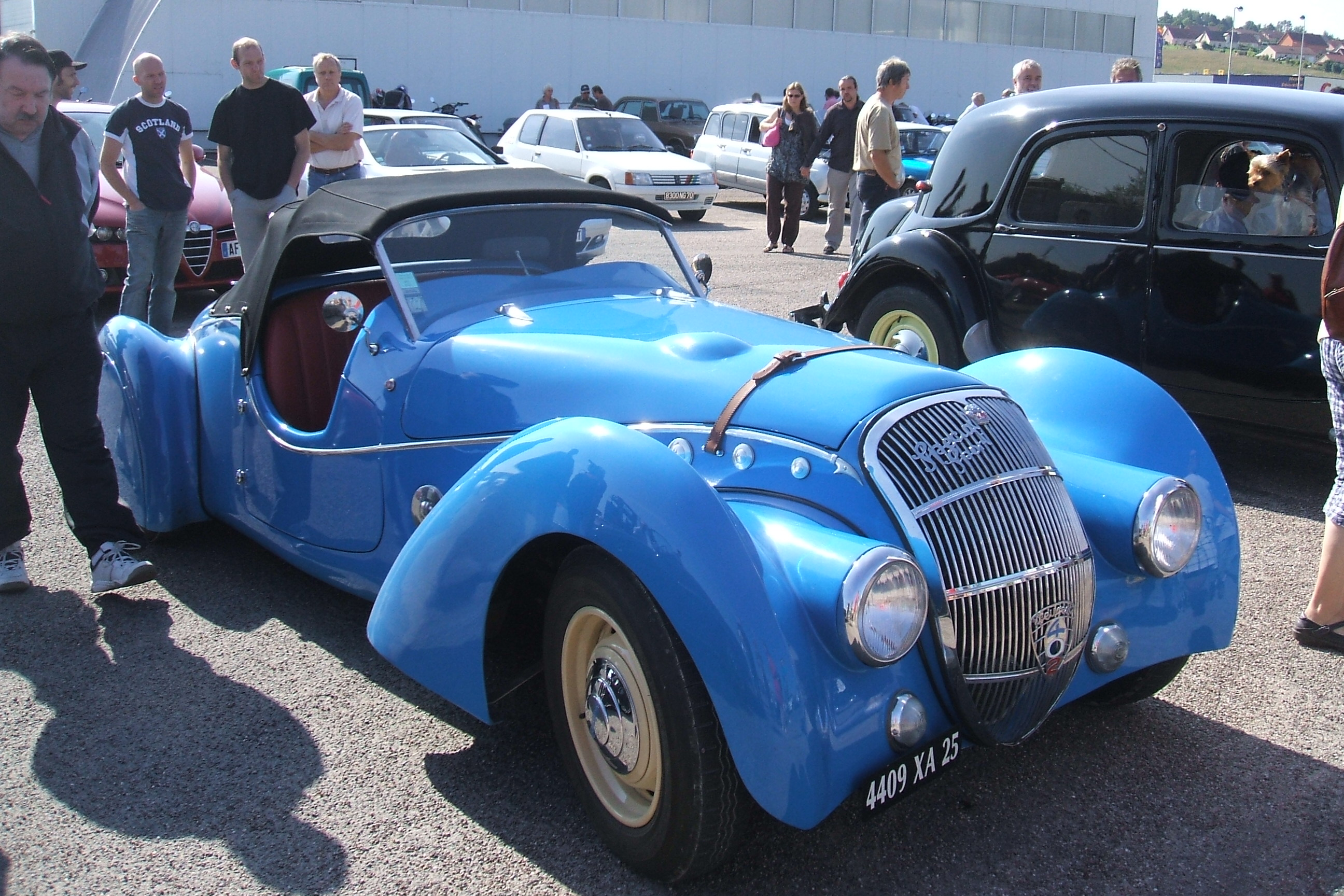
Peugeot 402 Grand Sport
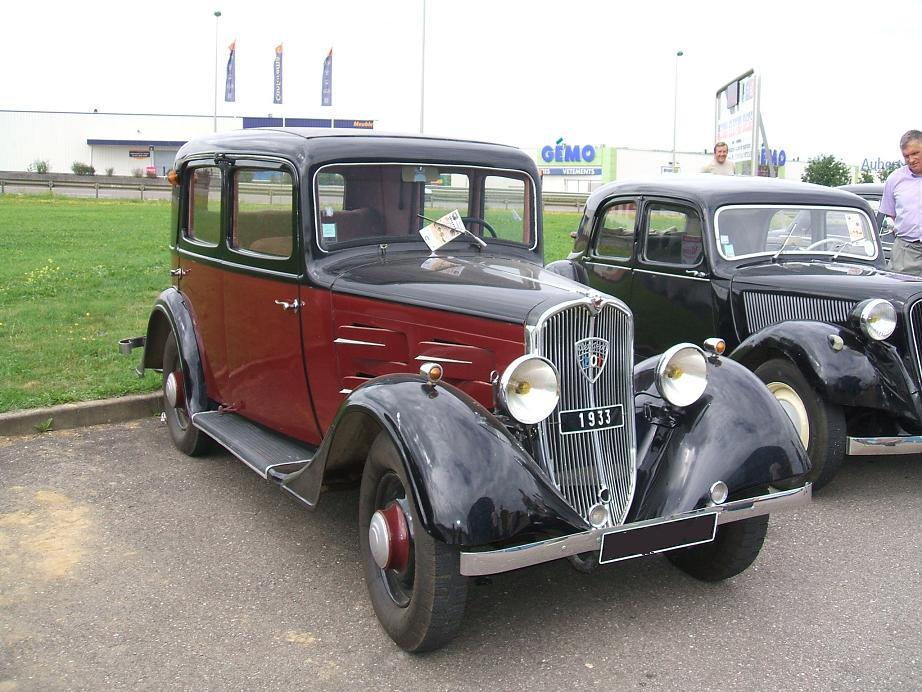
Peugeot 201
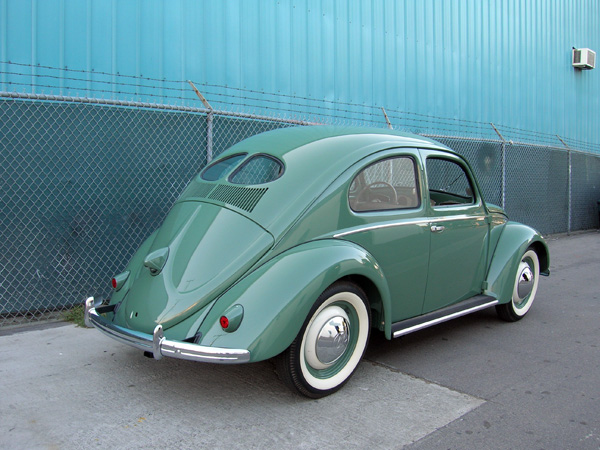
Une Coccinelle de 1949
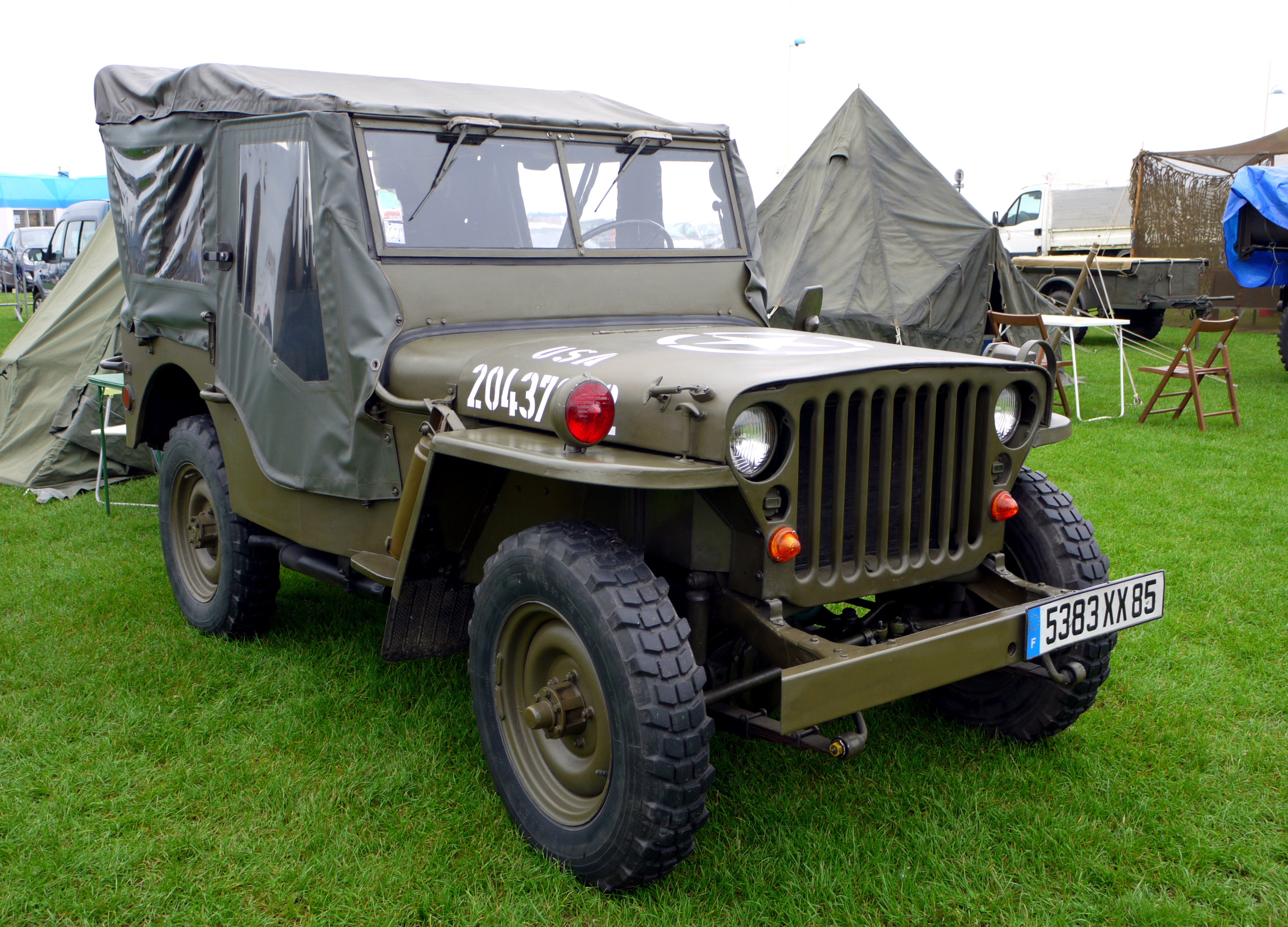
Jeep Willys MB
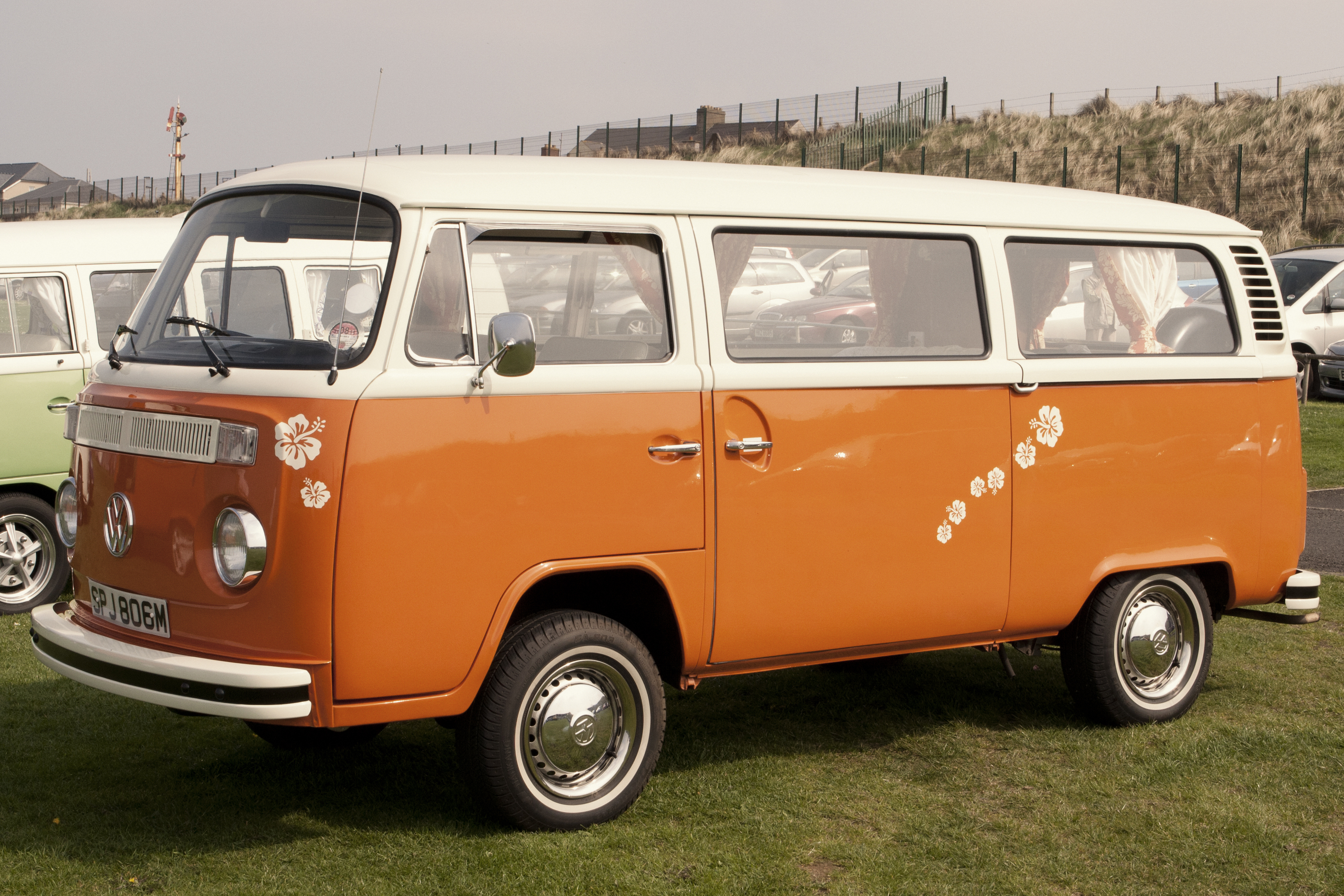
Volkswagen Combi
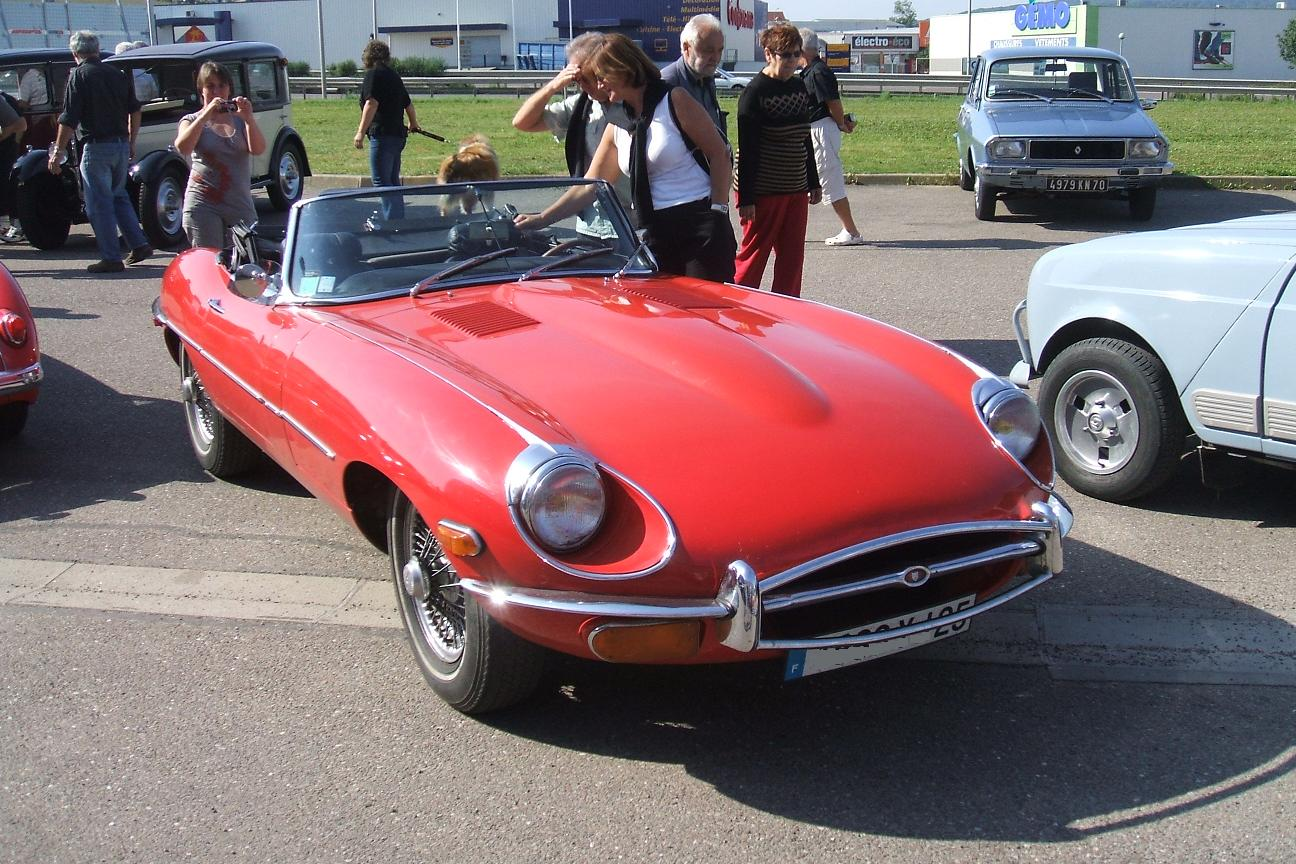
Jaguar Type E